# 卡爾·菲利普 (霍恩洛厄-巴滕施泰因)
卡爾·菲利普（德語：Karl Philipp zu Hohenlohe-Bartenstein，1702年7月12日—1763年3月1日），第一任霍恩洛厄-巴滕施泰因親王，菲利普·卡爾之子。

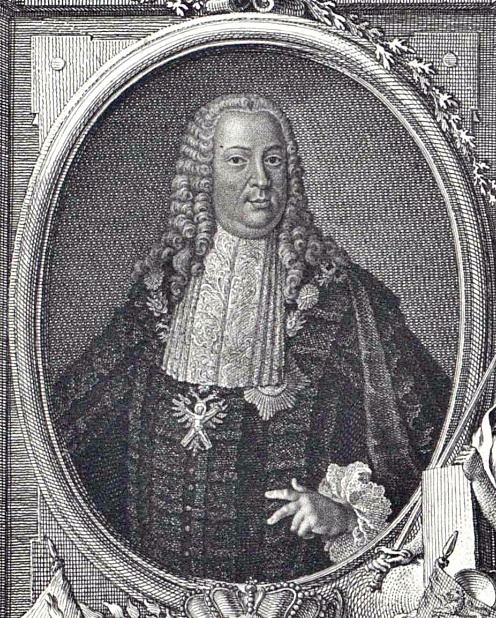

## 家庭
1727年，卡爾·菲利普和黑森-洪堡的索菲亞·弗里德麗卡結婚，兩人共有四個兒子：
1. 路德維希·利奧波德（1731年—1799年）
2. 克雷門斯·阿爾曼（1732年—1792年）
3. 約瑟夫·克里斯蒂安（德语：Joseph Christian Franz zu Hohenlohe-Waldenburg-Bartenstein）（1740年—1817年）
4. 克里斯蒂安·恩斯特（1742年—1819年）